# Grote of Sint-Jacobskerk we Vlissingen
Grote of Sint-Jacobskerk – kościół kalwiński znajdujący się w holenderskim mieście Vlissingen, przy placu Oude Markt.

## Historia
Świątynię wybudowano w latach 1304–1328, pierwotnie nosiła wezwanie Najświętszej Maryi Panny (niderl. Onze Lieve Vrouwen kerk). Gotycki hełm wieży rozebrano w 1501 roku i zastąpiono nowym, wzniesionym na planie ośmiokąta. Od 1572 kościół jest w rękach protestantów. Wezwanie św. Jakuba Większego nadano mu w XVII wieku w nawiązaniu do położenia na szlaku pielgrzymkowym do Santiago de Compostela.
Kościół doszczętnie spłonął 5 września 1911 roku, ocalały mury zewnętrzne i część filarów, w większości zniszczone zostało wyposażenie wraz z organami. Płonąca iglica wieży zawaliła się na posadzkę, niszcząc zabytkowe nagrobki. Po odbudowie, ukończonej w 1915 roku, poziom posadzki obniżono o 70 cm. Konsekracja kościoła miała miejsce 6 maja 1915. W 1943 dzwony zostały zarekwirowane przez nazistowskie władze okupacyjne, a rok później stan kościoła został naruszony wskutek bombardowania. W 1951 zainaugurowano nowy karylion, który zawieszono na wieży. W 1953 budynek został ponownie uszkodzony przez powódź, zniszczenia spowodowane zalaniem i wojną naprawiono do roku 1955. Świątynię gruntownie odrestaurowano w latach 1997–1998. 29 marca 2005 powołano fundację Sint Jacobskerk zajmującą się świątynią.

## Architektura i wyposażenie
Kościół gotycki, halowy, trójnawowy, wzniesiony na planie krzyża. Nawa główna jest nieco szersza od naw bocznych. Wieża kościelna ma wysokość 47,5 m. Wnętrze zdobią pozostałości epitafium z 1619 roku i ambona z początku XVIII wieku.
25 stycznia 1769 zainaugurowano organy z warsztatu Albertusa van Osa. Wyremontowano je w latach 1821–1822 i w 1875. Instrument ten został zniszczony podczas pożaru z 1911. Budowę obecnych organów zlecono w 1958 w warsztacie Flentrop w Zaandam, ich inauguracja miała miejsce 28 czerwca 1968. W latach 1999–2000 wyczyszczono piszczałki a prospekt organowy przemalowano na kolor czerwony. Instrument ponownie uruchomiono 16 marca 2000.
Pierwsze siedemnaście dzwonów kurantowych odlano w roku 1587, nowy, czterdziestodzwonowy karylion zainstalowano w roku 1769. Został zniszczony w pożarze w 1911, nowy instrument odlano w roku 1914. Dzwony zostały zarekwirowane przez niemieckich okupantów w 1943 roku. Zastąpiono je 49-dzwonowym carillonem, wykonanym w 1951 roku w ludwisarni Petit & Fritsen z Aarle-Rixtel. Od czasu renowacji z lat 1997–1998 jest napędzany komputerowo.

## Galeria

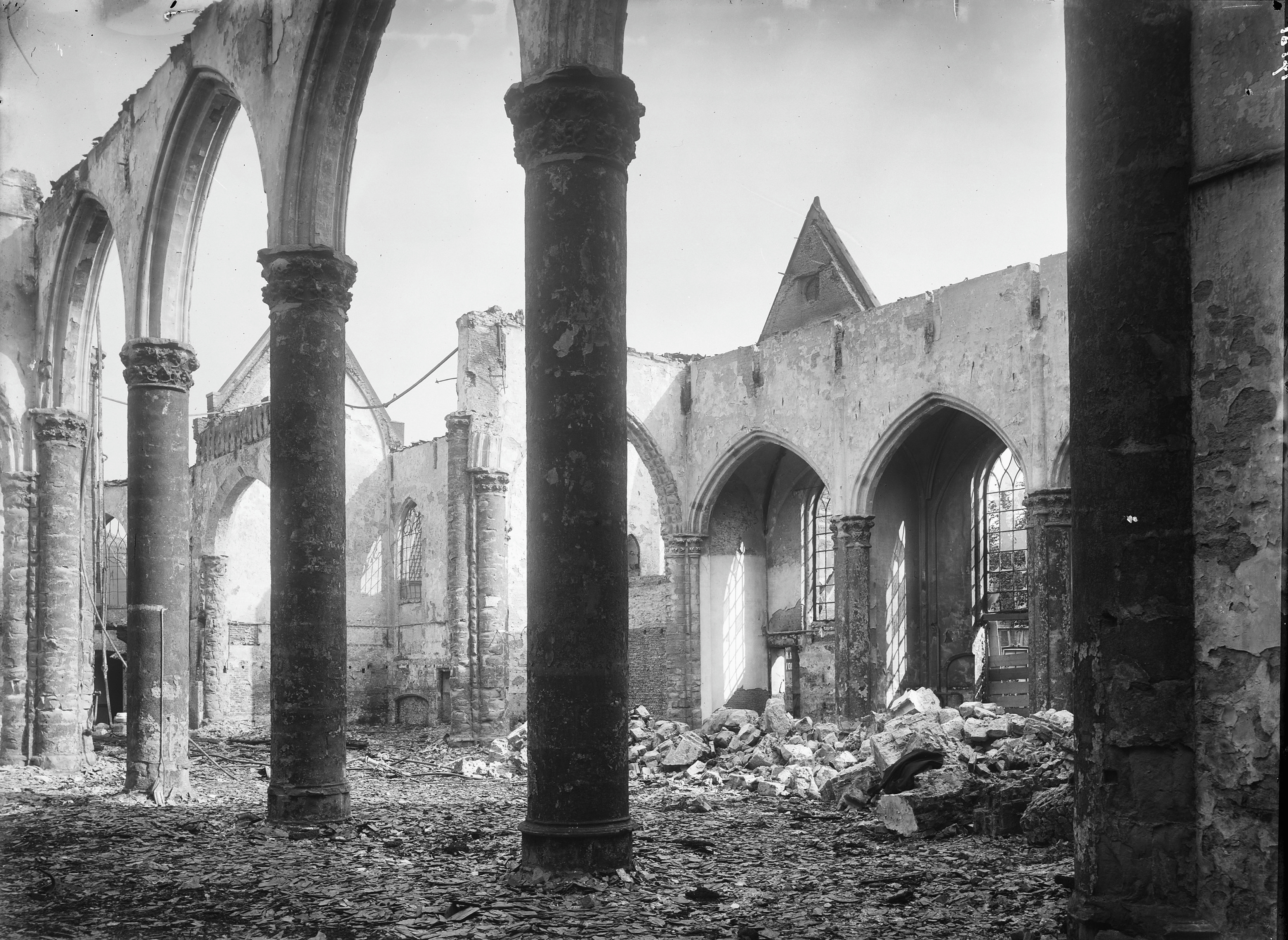
Wypalone wnętrze kościoła w 1911 roku
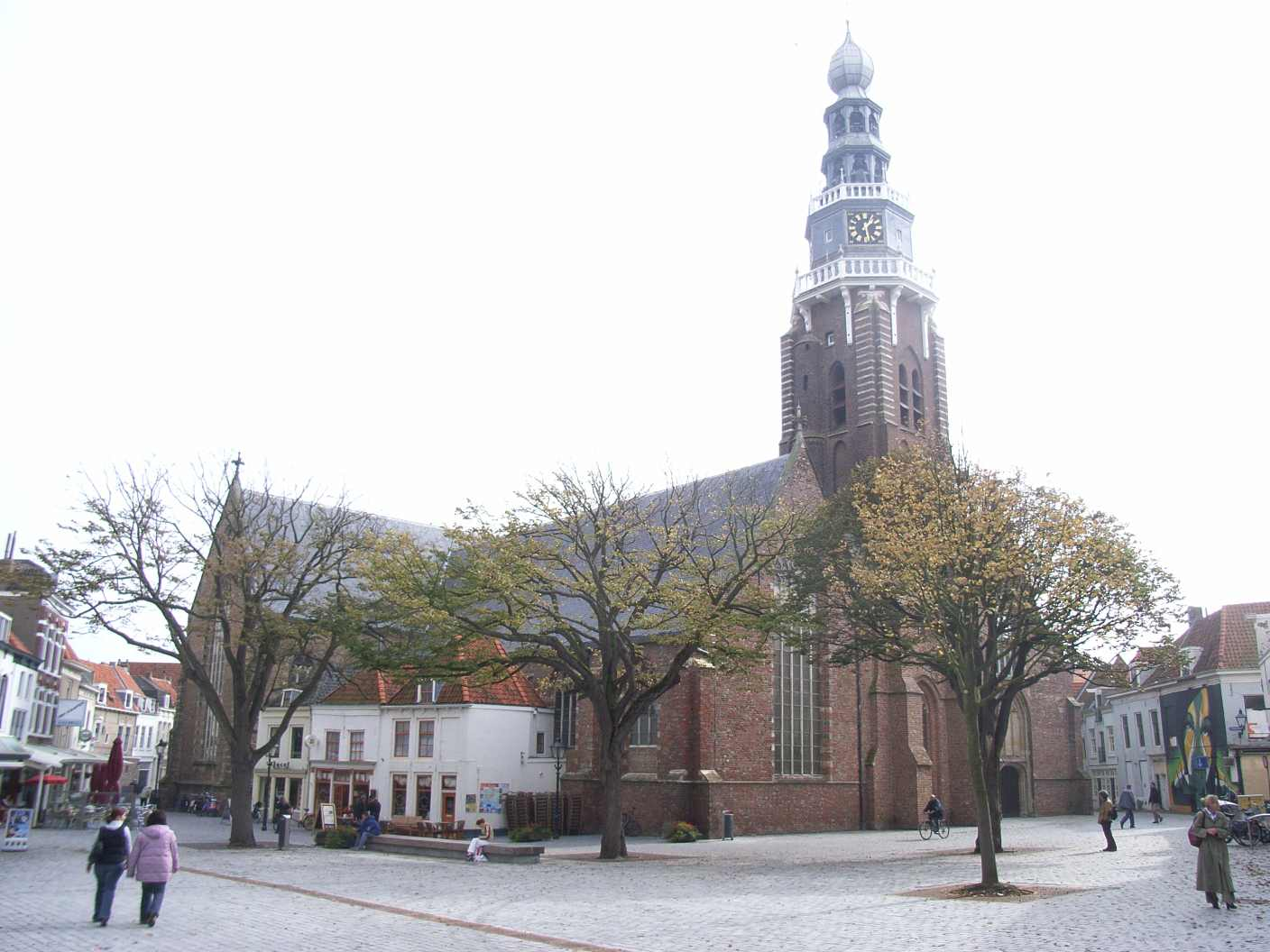
Widok z północnego zachodu
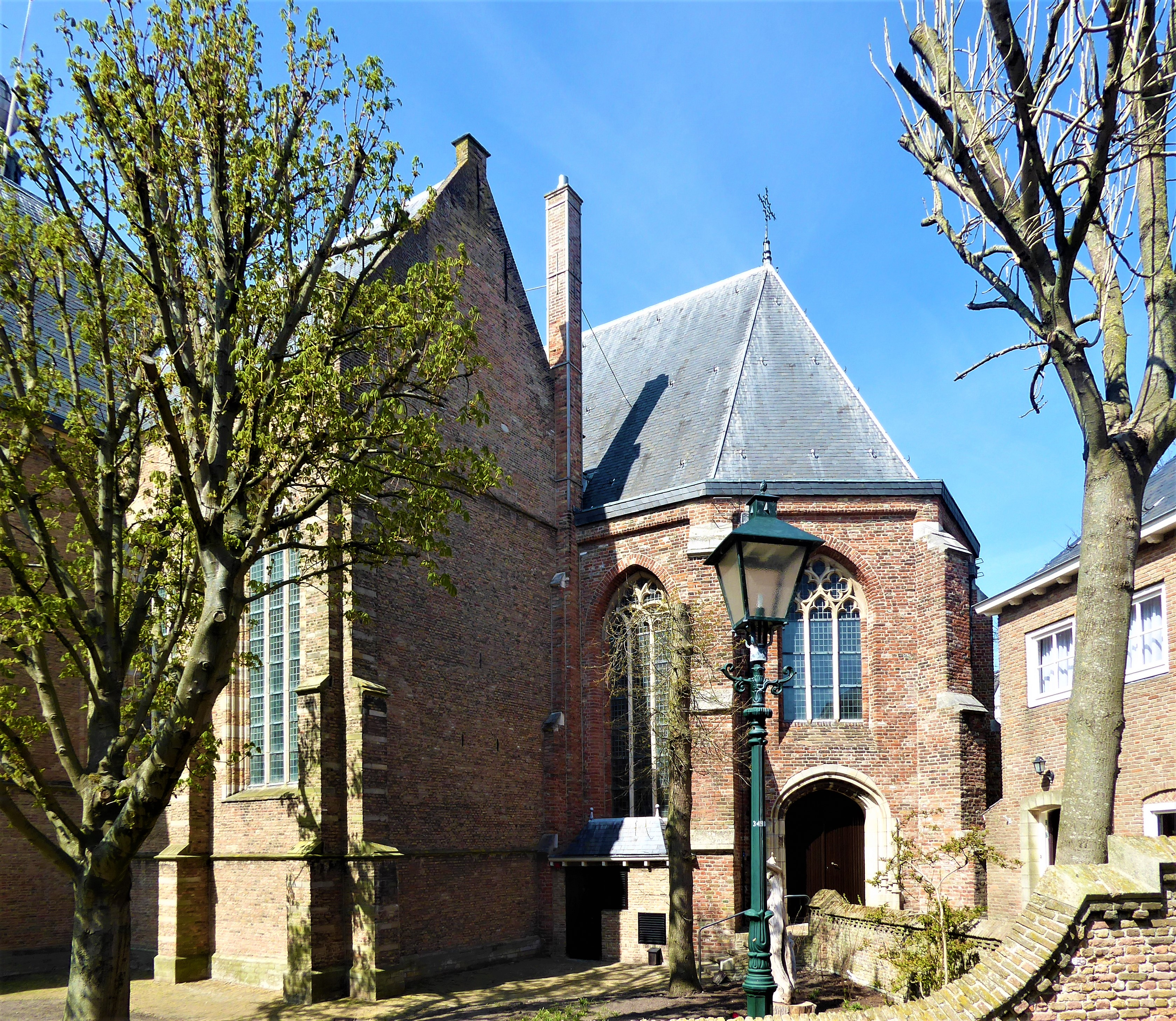
Absyda
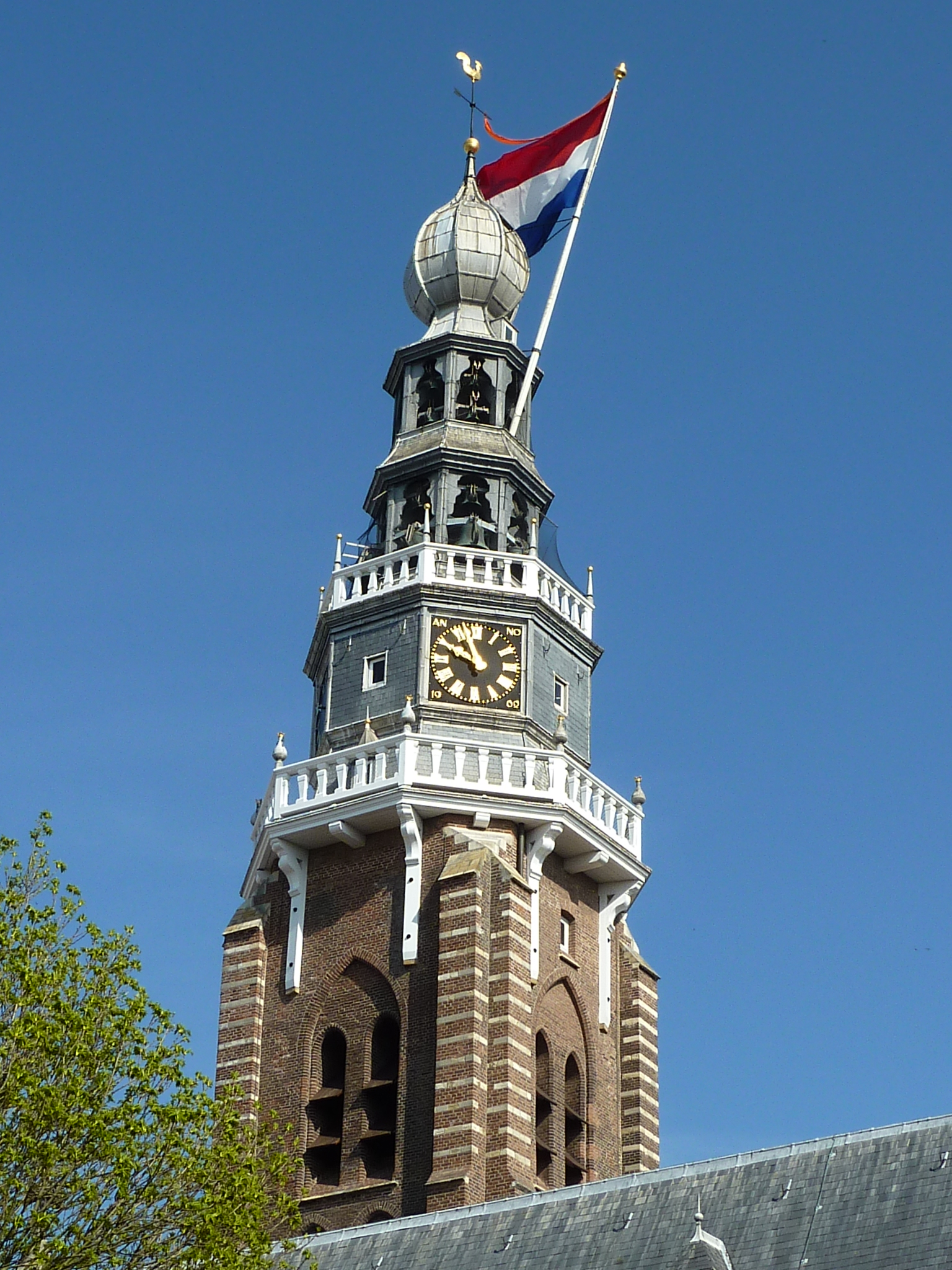
Hełm wieży
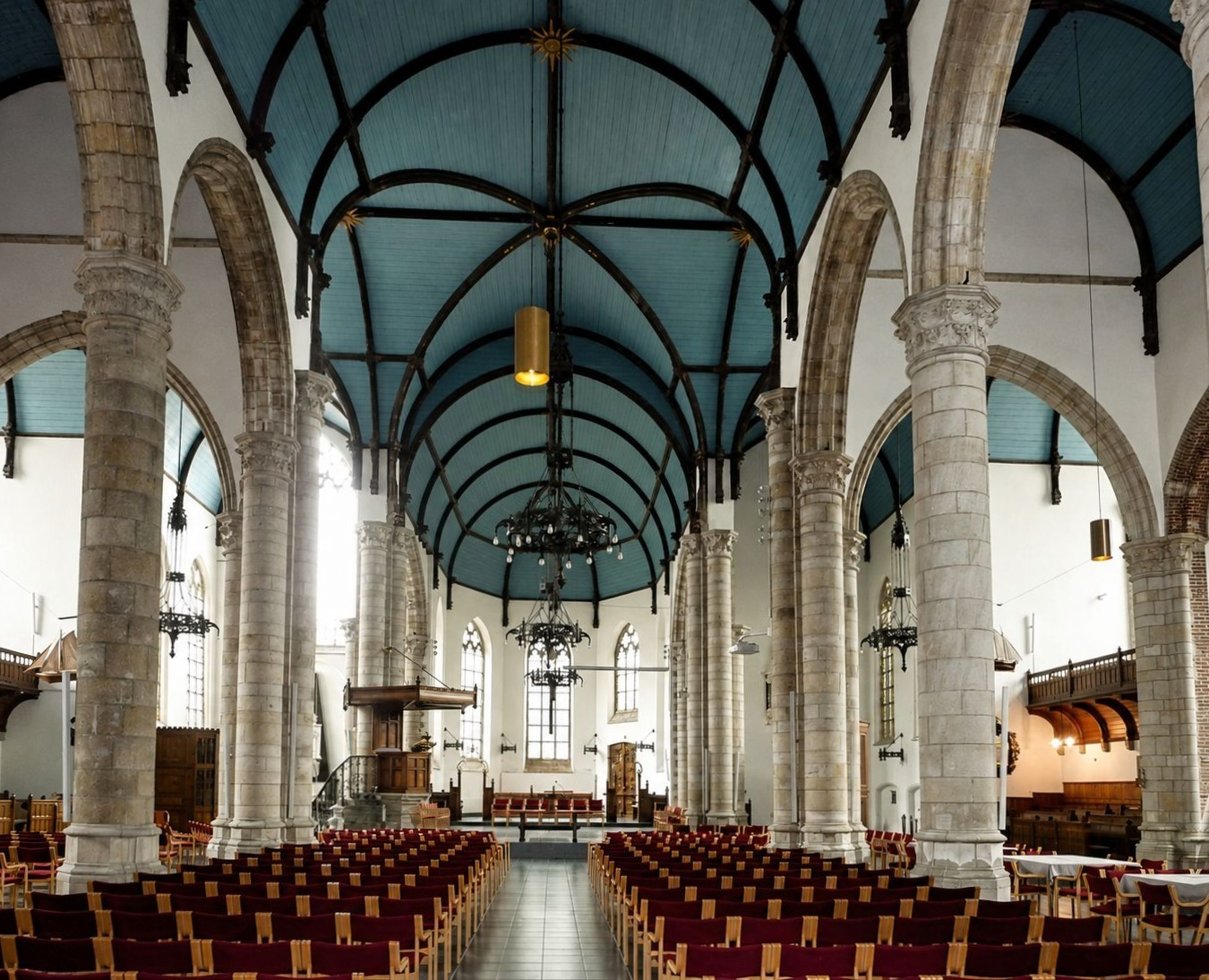
Wnętrze
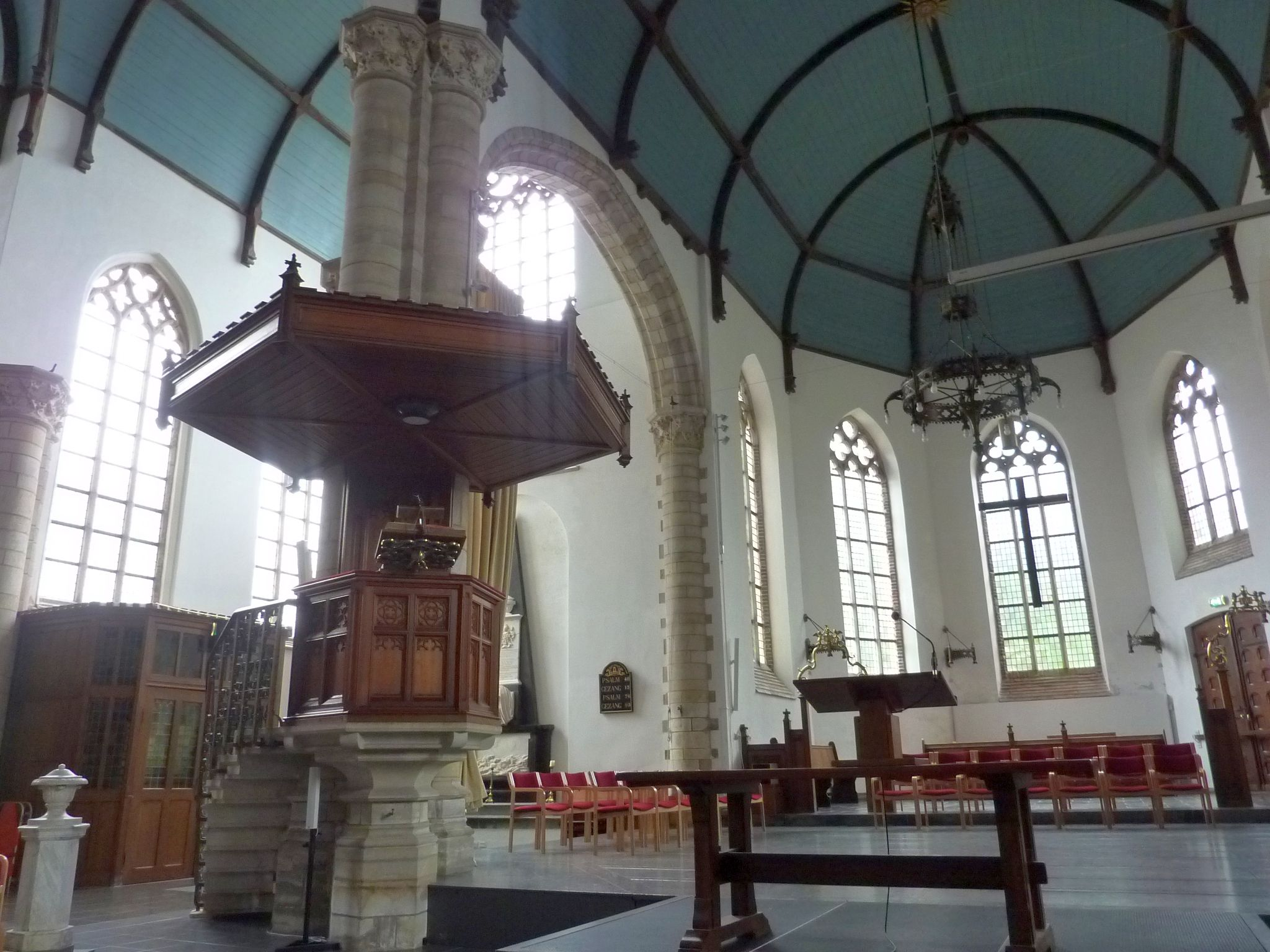
Ołtarz i ambona
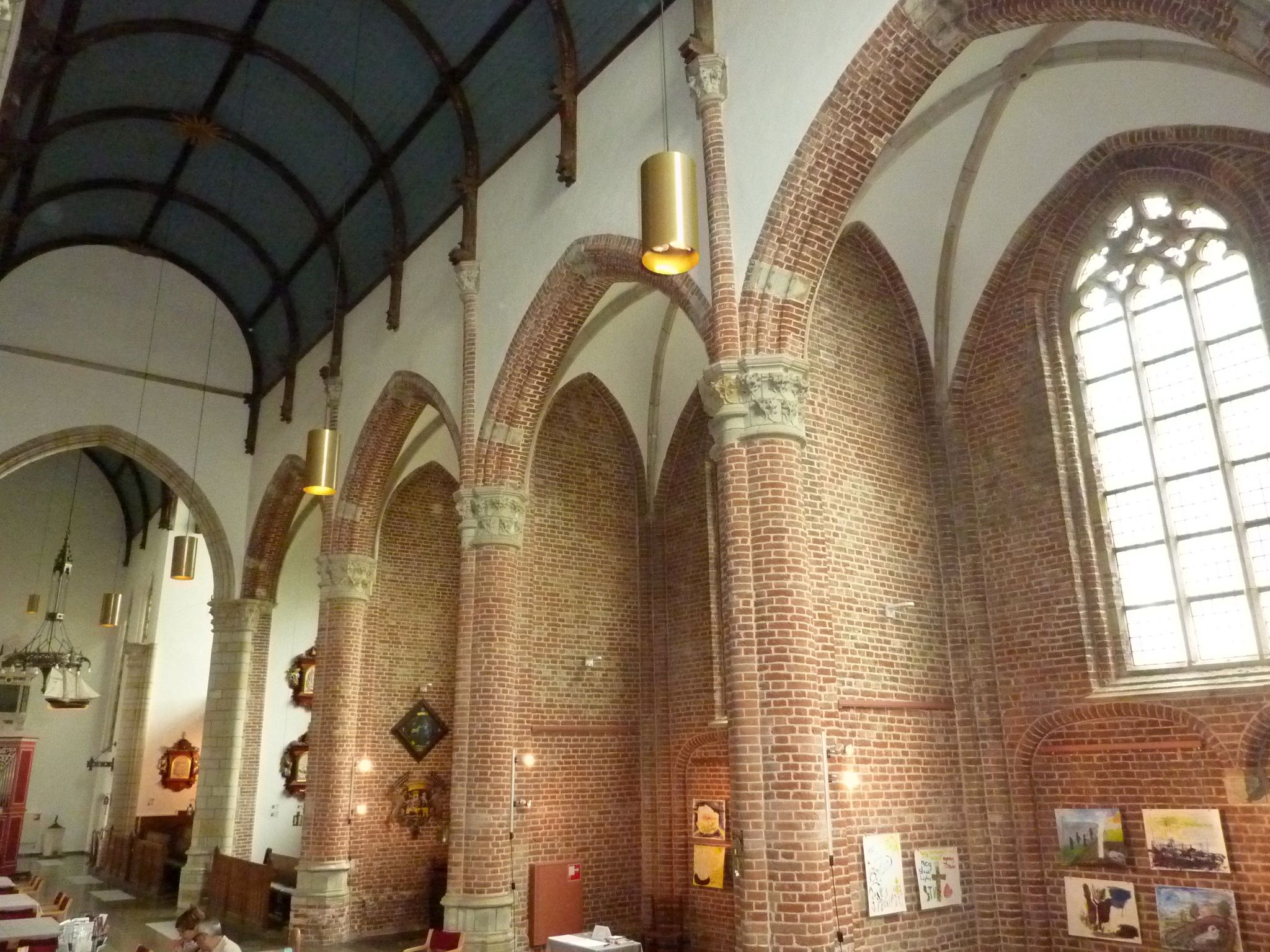
Kaplice boczne
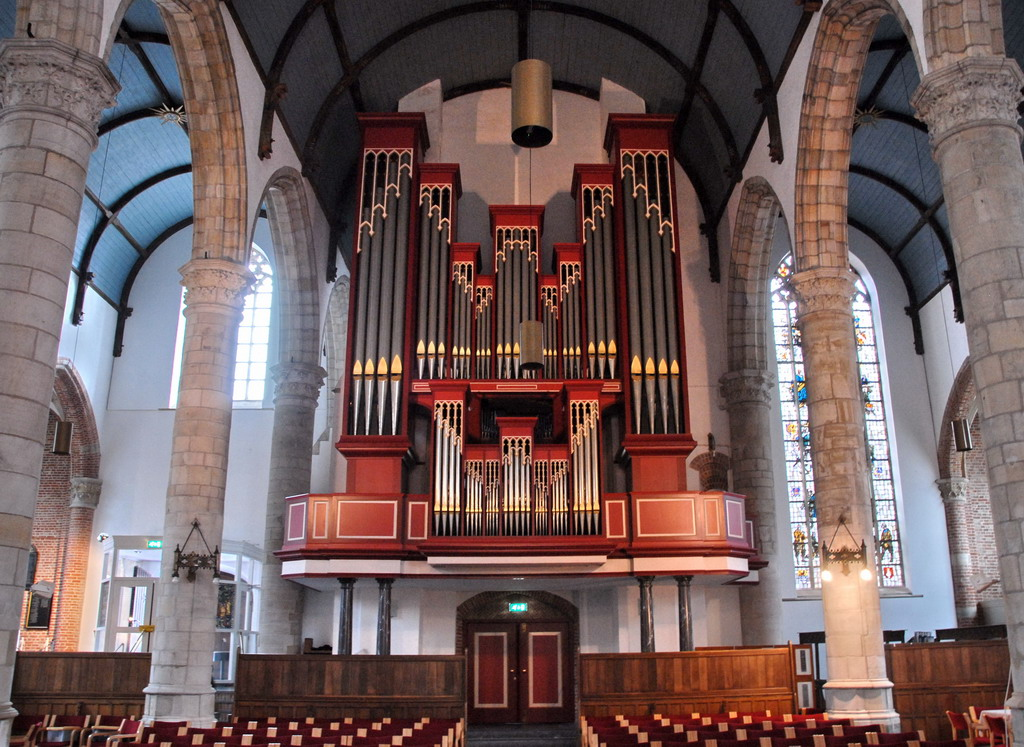
Organy